# Champion Beer Of Britain

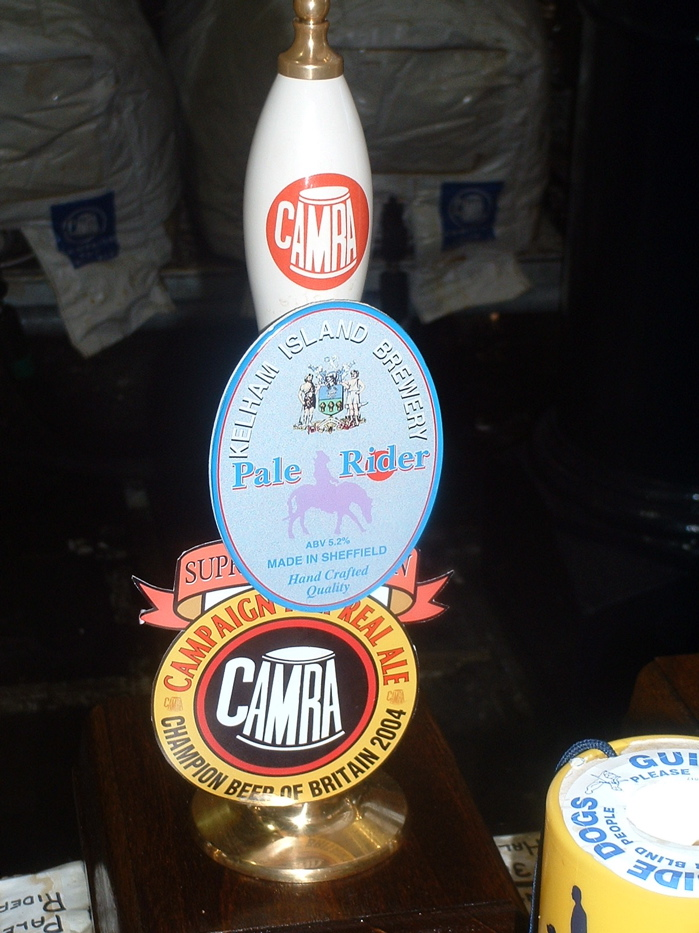
Pompe à bière du vainqueur en 2004

Le Champion Beer of Britain (CBOB) est une distinction remise par la Campaign for Real Ale (CAMRA) lors du Great British Beer Festival (GBBF), fête de la bière britannique tenue chaque début août, à la bière nommée préférée des votants. 

## Critères
Les bières doivent répondre aux critères suivants pour être nommées :
- La CAMRA teste tout d'abord des panels de bières par région géographique du Royaume-Uni. Les recommandations sont regroupées en six régions avec le vainqueur nommé pour la finale tenue au mois d'août
- Votes des membres de la CAMRA via le formulaire What's Brewing dans la lettre d'information
- Vainqueur d'une distinction lors d'un des 150 Beer Of The Festival tenus tout au long de l'année

Les bières nommées sont alors groupées par catégorie et plusieurs tours de dégustation à l'aveugle sont nécessaires lors du Great British Beer Festival pour déterminer les vainqueurs de chaque catégorie. 
Les gagnants des catégories sont alors testés à nouveau pour octroyer la distinction suprême Champion Beer Of Britain.

## Catégories
Les bières sont classées par catégorie en fonction de leur style et de leur teneur en alcool :
- Barley Wines
- Best Bitter
- Bitter
- Bottle-Conditioned Beers (bières conditionnées en bouteille)
- Golden Ales
- Mild
- New Brewery (jusqu'à 1990)
- Old Ales
- Porters & Stouts
- Special Bitter
- Speciality Bitters
- Strong Ale (jusqu'à 1990)
- Strong Bitter (depuis 1991)

## Changements de nom
Les catégories Barley Wines et Old Ales ont changé de nom au fil des années. La distinction pour cette catégorie a commencé en 1991.
La catégorie Strong Ale change de nom en 1991 pour Strong Bitter à la suite de l'ajout de la catégorie Strong Milds dans la catégorie Old Ales.

## Winter ales
Depuis 1996, les catégories Barley Wines, Old Ales & Strong Milds et Porters & Stouts sont jugées dans le cadre du National Winter Ales Festival (NWAF) pour la distinction de Champion Winter Beer Of Britain (WiBOB).

## Résultats

### CatégorieSupreme Champion
- 1978 - Thwaites Best Mild and Fuller's ESB (ex-aequo)
- 1979 - Fuller's London Pride
- 1980 - Thwaites Best Mild
- 1981 - Fuller's ESB
- 1982 - Timothy Taylor Landlord
- 1983 - Timothy Taylor Landlord
- 1984 - Pas d'édition du GBBF cette année-là
- 1985 - Fuller's ESB
- 1986 - Bateman XXXB
- 1987 - Pitfield Dark Star
- 1988 - Ringwood Old Thumper
- 1989 - Fuller's Chiswick Bitter

Depuis 1990, un podium est créé avec les trois premières bières (or, argent, bronze) en lieu et place d'une seule :
| Année | Or                                    | Argent                             | Bronze                                |
| ----- | ------------------------------------- | ---------------------------------- | ------------------------------------- |
| 1990  | Ind Coope Burton Ale                  | Timothy Taylor Landlord            | Robinson's Old Tom                    |
| 1991  | Mauldon Black Adder                   | Fuller's ESB                       | Brains Dark                           |
| 1992  | Woodforde's Norfolk Nog               | Timothy Taylor Landlord            | Bateman Salem Porter                  |
| 1993  | Adnams Extra                          | Timothy Taylor Best Bitter         | Woodforde's Headcracker               |
| 1994  | Timothy Taylor Landlord               | Coachhouse Blunderbuss             | Woodforde's Headcracker               |
| 1995  | Cottage Norman's Conquest             | Harveys Porter                     | Hadrian Centurion                     |
| 1996  | Woodforde's Wherry Best Bitter        | Cheriton Digger's Gold             | Butterknowle Banner Bitter            |
| 1997  | Mordue Workie Ticket                  | Bateman Dark Mild                  | Hobson's Best Bitter                  |
| 1998  | Coniston Bluebird Bitter              | Mordue Radgie Gadgie               | Moorhouse's Black Cat                 |
| 1999  | Timothy Taylor Landlord               | Oakham JHB (Jeffrey Hudson Bitter) | Caledonian Deuchars IPA               |
| 2000  | Moorhouse's Black Cat                 | Hogsback TEA                       | York Brewery Yorkshire Terrier        |
| 2001  | Oakham Jeffrey Hudson Bitter          | Hop Back Summer Lightning          | Brains Dark                           |
| 2002  | Caledonian Deuchars IPA               | RCH East Street Cream              | Triple fff Moondance                  |
| 2003  | Harviestoun Bitter & Twisted          | Brains Dark                        | Bazens' Black Pig                     |
| 2004  | Kelham Island Pale Rider              | Greene King IPA                    | Hampshire Ironside                    |
| 2005  | Crouch Vale Brewers Gold              | Grainstore Rutland Panther         | Woodforde's Wherry                    |
| 2006  | Crouch Vale Brewers Gold              | Harveys Sussex Best Bitter         | Triple fff Moondance                  |
| 2007  | Hobsons Mild                          | Mighty Oak Maldon Gold             | Green Jack Ripper                     |
| 2008  | Triple fff Alton's Pride              | Beckstones Black Dog Freddy        | Wickwar Station Porter                |
| 2009  | Rudgate Ruby Mild                     | Oakham Attila                      | West Berkshire Dr Hexter's            |
| 2010  | Castle Rock Harvest Pale              | Timothy Taylor Landlord            | Surrey Hills Hammer Mild              |
| 2011  | Mighty Oak Oscar Wilde                | Marble Chocolate                   | Salopian Shropshire Gold              |
| 2012  | Coniston No.9 Barley Wine             | Green Jack Trawlerboys Best Bitter | Dark Star American Pale Ale           |
| 2013  | Elland 1872 Porter                    | Buntingford Twitchell              | Fyne Ales Jarl                        |
| 2014  | Timothy Taylor Boltmaker              | Oakham Citra                       | Salopian Darwin's Origin              |
| 2015  | Tiny Rebel Cwtch                      | Kelburn Jaguar                     | Dancing Duck Dark Drake               |
| 2016  | Binghams, Vanilla Stout (Berkshire)   | Old Dairy, Snow Top (Kent)         | Tring, Death or Glory (Hertfordshire) |
| 2017  | Church End, Goats Milk (Warwickshire) | Bishop Nick, Ridley's Rite (Essex) | Tiny Rebel Cwtch                      |